# Куртина вікових дубів (Херсонський район)
Куртина вікових дубів — ботанічна пам'ятка природи місцевого значення. Об'єкт розташований на території Олешківського району Херсонської області, квартал 12 виділ 11 Дослідного лісництва Державного підприємства «Степовий ім. В.М. Виноградова філіал УкрНДІЛГА».
Площа — 0,1 га, статус отриманий у 1983 році.
Межує з заповідним урочищем «Олешківський сосновий бір».